# Frisbee (attraction)
Pour l’article homonyme, voir Frisbee.

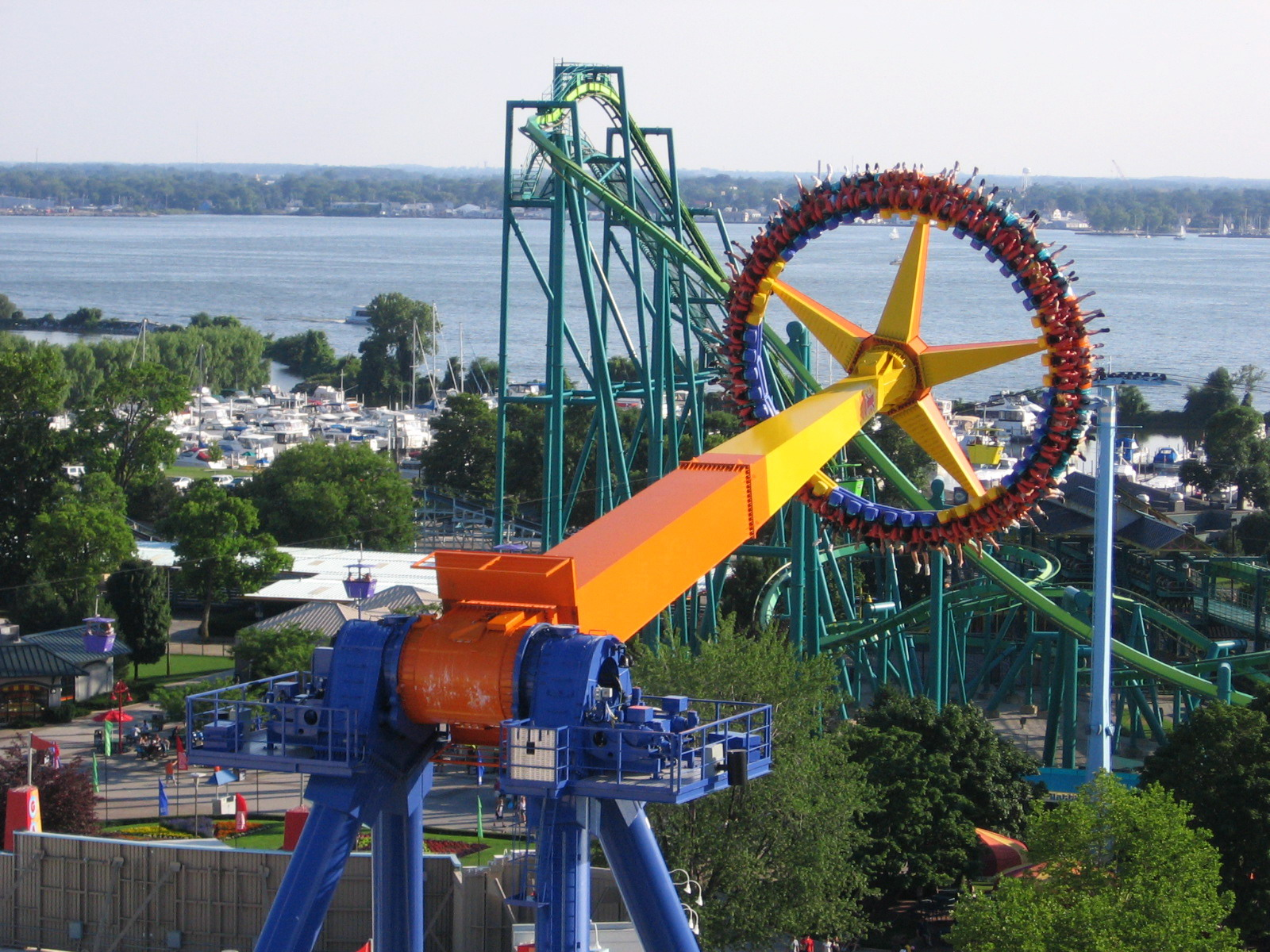
MaXair, un Giant Frisbee à Cedar Point.

Un Frisbee est une attraction de type pendule, principalement utilisé dans les parcs d'attractions et les fêtes foraines et conçue par Huss Rides.

## Concept et opération
Un pendule de 14 mètres est suspendu entre deux supports en forme de A. Attachée à l'extrémité du bras du pendule, une nacelle circulaire de 8 mètres de diamètre. De 36 à 40 passagers peuvent s'installer dans la gondole sur le pourtour intérieur et extérieur.
Lors du balancement du pendule, la nacelle tourne tandis que le bras décrit un arc maximal de 170°. La vitesse peut monter à plus de 80 km/h.

## Variantes
Le succès du concept Frisbee a poussé Huss Rides à fabriquer deux variantes :
- Giant Frisbee, avec un bras étendu de 19 mètres et un arc de 240°. La nacelle permet d'accueillir 50 personnes.
- Frisbee XL, similaire au Giant Frisbee mais avec un arc maximal de 260° pour seulement 40 personnes.

Le succès de ce concept a permis à d'autres sociétés de produire des versions similaires souvent plus petites connues sous le terme de KMG Afterburner qui possède le même système de pendule mais avec des nacelles aux fauteuils suspendus tel que les Gyro Swing d'Intamin.

## Attractions de ce type

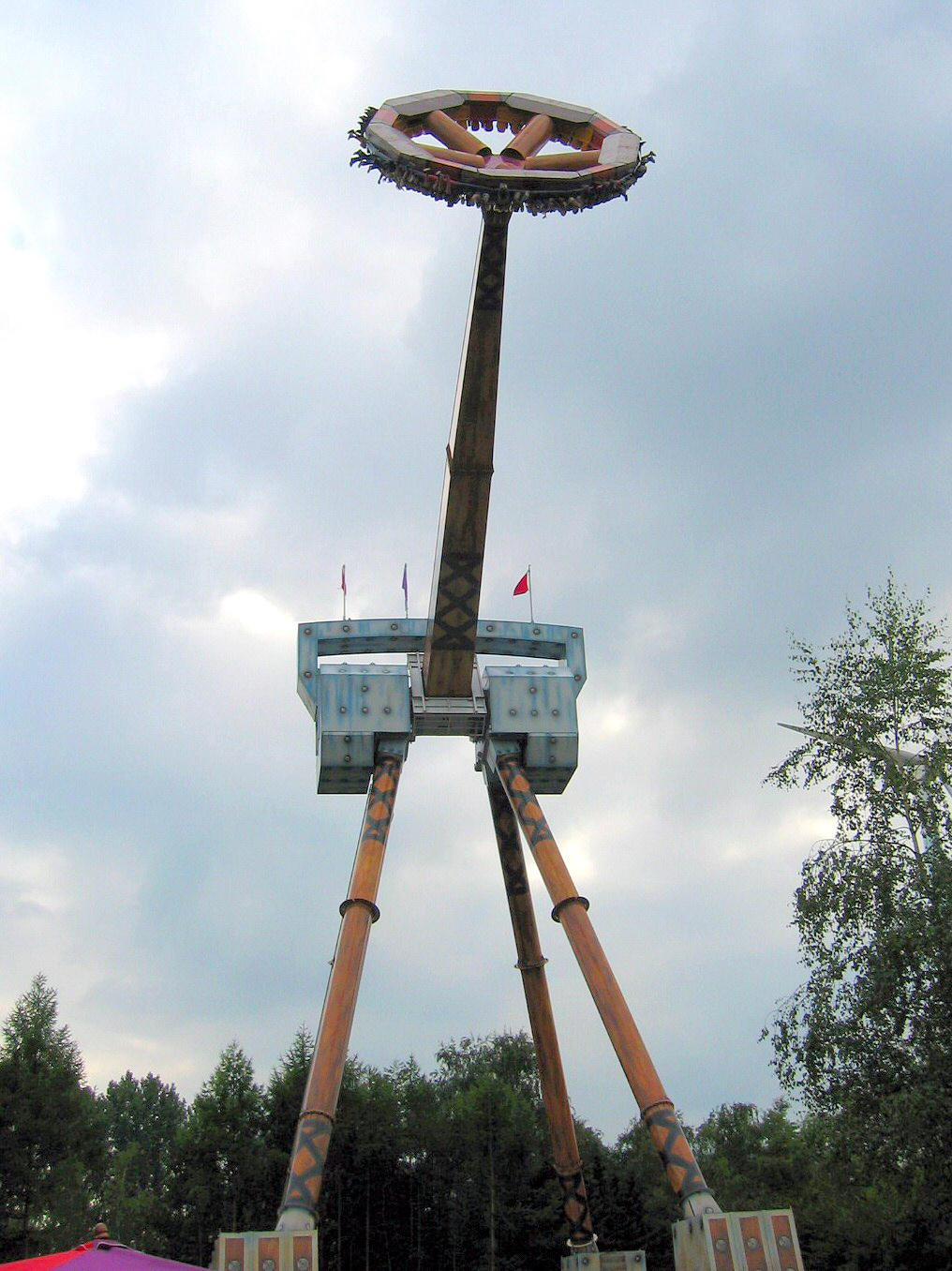
Sledgehammer, un Giant Frisbee à Bobbejaanland.

- Australie - Un Giant Frisbee nommé The Claw à Dreamworld
- Belgique - Au moins un Giant Frisbee nommé Sledgehammer à Bobbejaanland.
- Canada - Au moins deux Frisbee, nommés Crazy Beach Party à Playland, Titan à La Ronde à Montréal
- Chine - Au moins trois Frisbee, nommés Crazy Flywheel à Jin Jiang Action Park, Apollo Wheel à Happy Valley à Pékin, Hurricane à Beijing Shijingshan Amusement Park.
- États-Unis - Au moins deux Giant Frisbee et six Frisbee :
  - Delirium à Kings Island et maXair à Cedar Point
  - Tazmanian Devil à Six Flags Discovery Kingdom, Revolution à Six Flags Great America, Tomahawk à Six Flags New England, Frisbee à Six Flags Fiesta Texas, Xtreme Frisbee à Canobie Lake Park et Frisbee à l'Adventureland de Farmingdale (New York).
- France - Un Frisbee Zamperla nommé Eretic à Festyland
- Italie - Un Frisbee nommé Yukatan à Cavallino Matto
- Pays-Bas - Au moins deux Frisbee.
  - l'un sous le nom de The Tomahawk à Walibi Holland
  - l'autre sous le nom de Mad Mill à Duinrell